# جوناثان هاموند (لاعب رماية)
جوناثان هاموند (بالإنجليزية: Jonathan Hammond) هو لاعب رماية بريطاني، ولد في 1 أكتوبر 1980.

## وصلات خارجية
- جوناثان هاموند على موقع الاتحاد الدولي (الإنجليزية)
- جوناثان هاموند على موقع اللجنة الأولمبية الدولية (الإنجليزية)
- جوناثان هاموند على موقع أوليمبيديا (الإنجليزية)
- جوناثان هاموند على موقع اللجنة الأولمبية البريطانية (الإنجليزية)
- جوناثان هاموند على موقع اتحاد ألعاب الكومنولث (مؤرشف) (الإنجليزية)